# گورستان مرجان بابامراد ۲
قبرستان مرجان بابا مراد ۲ مربوط به عصر آهن است و در شهرستان گیلانغرب، بخش مرکزی، دهستان حومه، ۷۰۰ متری جنوب غربی روستای مرجان بابا مراد واقع شده و این اثر در تاریخ ۱۸ اسفند ۱۳۸۷ با شمارهٔ ثبت ۲۴۹۰۰ به‌عنوان یکی از آثار ملی ایران به ثبت رسیده است.